# Dialectes del suec

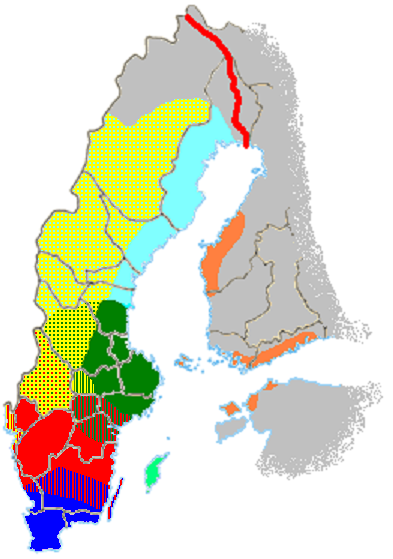
Zones dialectals on es parla el suec a Escandinàvia

Els dialectes del suec són les diferents varietats de la llengua sueca.
La definició tradicional del dialecte del suec és la d'una varietat local que no ha estat fortament influïda per la llengua estàndard i que ha seguit un desenvolupament propi des de temps de l'antic nòrdic. Molts dels dialectes rurals genuïns, com els d'Orsa a Dalarna i Närpes a Österbotten, presenten característiques fonètiques i gramàtiques molt distintives, com ara formes plurals dels verbs o declinacions arcaiques. Aquests dialectes poden ser gairebé incomprensibles per la majoria de suecs, i gran part dels seus parlants també parlen el suec estàndard amb fluència. Els diferents dialectes sovint són tan locals que es limiten a parròquies individuals, i són anomenades sockenmål (literalment, "parla de parròquia") pels lingüistes suecs. Se'ls sol separar en sis grans grups, que tenen característiques comunes de prosòdia, gramàtica i vocabulari. Aquí es donen un o més exemples de cada grup. Tot i que cada exemple podria ser representatiu de dialectes propers, el nombre real de dialectes és de diversos centenars si es compta separadament cada comunitat.
Aquest tipus de classificació, tanmateix, es basa en una vista nacionalista un xic romàntica de l'etnicitat i la llengua. La idea que només les varietats rurals del suec haurien de considerar-se "genuïnes" no és generalment acceptada pels estudiosos moderns. Cap dialecte, poc importa com de remot o obscur sigui, roman immutable i impertorbat per un mínim d'influències dels dialectes propers o de la llengua estàndard, especialment a partir del segle xviii amb l'arribada dels mitjans de massa i mitjans de transport avançats. Actualment les diferències es poden descriure més precisament per mitjà d'una escala que va de "llengua estàndard" a "dialecte rural", segons la qual la parla d'un mateix individu pot variar d'un extrem a l'altre depenent de la situació. Tots els dialectes suecs, amb l'excepció de les molt divergents parles de Dalarna, Norrboten i, en certa manera, Gotland, poden ser considerats part d'un contínuum dialectal comú i mútuament intel·ligible. Aquest contínuum també pot incloure els dialectes del noruec i alguns del danès.

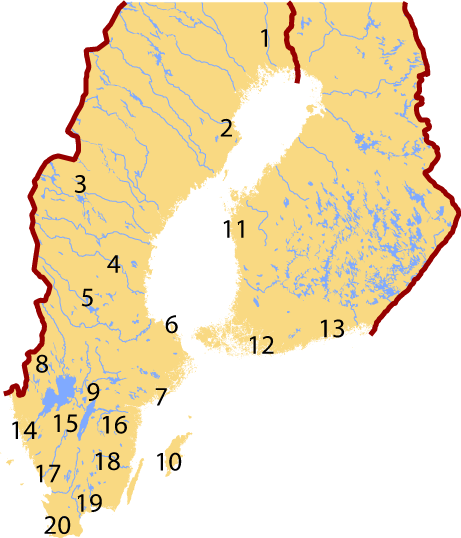
Mapa que mostra la provinença de les mostres de dialectes actuals

## Dialectes actuals del suec
Les mostres que es troben més avall provenen de SweDia, un projecte de recerca sobre els dialectes actuals del suec que es pot descarregar (però amb informació únicament en suec), amb moltes més mostres de cent dialectes diferents amb gravacions de quatre parlants diferents: una dona gran, un home gran, una dona jove i un home jove. Els grups dialectals són els que utilitzen tradicionalment els dialectòlegs.
1. Överkalix, Norrbotten; dona jove
2. Burträsk, Västerbotten; dona jove
3. Aspås, Jämtland; dona jove
4. Färila, Hälsingland; home gran
5. Älvdalen, Dalarna; dona gran
6. Gräsö, Uppland; older male
7. Sorunda, Södermanland; home jove
8. Köla, Värmland dona jove
9. Viby, Närke; home gran
10. Sproge, Gotland; dona jove
11. Närpes, Österbotten; dona jove
12. Dragsfjärd, Åboland; home gran
13. Porvoo, Uusimaa Oriental; home jove
14. Orust, Bohuslän; home gran
15. Floby, Västergötland; dona gran
16. Rimforsa, Östergötland; dona gran
17. Årstad-Heberg, Halland; home jove
18. Stenberga, Småland; dona jove
19. Jämshög, Blekinge; dona gran
20. Bara, Escània; home gran

## Suec estàndard
El suec estàndard, que deriva dels dialectes parlats a la regió de la capital als voltants d'Estocolm, és la llengua que usen pràcticament tots els suecs i la majoria de suecs de Finlàndia. El terme suec més habitual per la llengua estàndard és riksvenska ("suec nacional") i en molt menor mesura högsvenska ("alt suec"); aquest últim es limita al suec parlat a Finlàndia i rarament se l'usa a Suècia. Hi ha moltes varietats regionals de la llengua estàndard que són específiques d'àrees geogràfiques de diverses mides (regions, províncies històriques, ciutats, pobles, etc.). Mentre que aquestes varietats solen rebre influència dels dialectes autèntics, la seva estructura gramatical i fonològica s'assembla molt a la dels dialectes del suec central. En els mitjans de masses, ja no és rar que els periodistes parlin amb un marcat accent regional, però la pronúncia més comuna, que també és considerada la més formal, encara és el suec estàndard central.
Malgrat que aquesta terminologia i les seves definicions fa temps que estan establertes entre els lingüistes, la majoria de suecs no són conscients de la distinció i del seu rerefons històric, i sovint es refereixen a les varietats regionals com a "dialectes". En una enquesta feta el 2005 per l'Institut Suec de Venda al Detall (Handelns Utredningsinstitut), l'actitud dels suecs quant a l'ús de certs dialectes per part dels venedors revelà que el 54% pensava que el rikssvenska és la varietat que preferirien sentir en parlar per telèfon amb venedors, tot i que el götlandska o skånska foren presentats com a alternatives a l'enquesta.

## Suec de Finlàndia
Finlàndia fou part de Suècia des del segle xiii fins a la pèrdua dels territoris finlandesos a mans de Rússia el 1809. El suec fou l'única llengua administrativa fins al 1902, així com la llengua dominant en la cultura i l'educació fins a la independència de Finlàndia el 1917. El percentatge de parlants de suec a Finlàndia ha minvat constantment des d'aleshores.

## Varietats dels immigrants
Suec de Rinkeby (de Rinkeby, un suburbi del nord d'Estocolm amb una gran població d'immigrants) és un nom comú entre els lingüistes per referir-se a varietats del suec parlades per joves d'origen estranger als suburbis d'Estocolm, Göteborg i Malmö. Alternativament, aquestes varietats podrien classificar-se com a sociolectes, car els dialectes dels immigrants comparteixen trets comuns independentment de la seva situació geogràfica o el país d'origen dels parlants. Alguns estudis, tanmateix, han trobat característiques distintives i han encunyat termes com ara Suec de Rosengård (de Rosengård, a Malmö). Un sondeig fet per la lingüista sueca Ulla-Britt Kotsinas mostrà que els estudiants estrangers tenien dificultat per endevinar l'origen de parlants de suec de Rinkeby d'Estocolm. La dificultat més gran era per identificar la parla d'un nen els pares del qual eren tots dos suecs; només un 1,8% encertà la seva llengua nadiua.